# William Frederick Bottke
William Frederick „Bill“ Bottke Jr. (* 1966 in Faribault, Minnesota, Vereinigte Staaten) ist ein US-amerikanischer Planetologe, der sich auf Asteroiden spezialisiert hat. Er arbeitet am Southwest Research Institute in Boulder, Colorado, Vereinigte Staaten. Nach ihm wurde 1999 der Asteroid des inneren Hauptgürtels (7355) Bottke benannt.

## Ausbildung
Bottke erhielt 1988 seinen Bachelor-Abschluss in Physik und Astrophysik an der University of Minnesota. 1995 promovierte er in Planetologie an der University of Arizona zur Erforschung der Asteroiden-Dynamik.

## Wirken
Bottkes Forschung konzentriert sich auf die Modellierung verschiedener Eigenschaften in der Asteroiden-Dynamik. Er publizierte ausführlich über die Bedeutung von Gezeitenstörungen und die Auswirkungen des Jarkowski-Effekts und des YORP-Effekts auf die physikalische Struktur und die Umlaufbahnen von Asteroiden sowie auf das frühe Sonnensystem, insbesondere das Große Bombardement.
1995 erhielt er den Gerard P. Kuiper Memorial Award und 2011 den Farinella-Preis, der nach Paolo Farinella (1953–2000) benannt ist, in dessen erster Ausgabe.

### Chicxulub-Krater
2007 veröffentlichte Bottke mit den tschechischen Astronomen David Vokrouhlický und David Nesvorný einen Artikel in der Zeitschrift Nature, in dem er vorschlug, dass sich der Asteroid, der den Chicxulub-Krater und möglicherweise das Massenaussterben an der Kreide-Paläogen-Grenze verursachte, im Asteroidengürtel vor ungefähr 160 Millionen Jahren gebildet hatte. Bottke und seine Mitarbeiter stützen dies auf ein Modell für die Entwicklung der Baptistina-Familie (einer Gruppe von Asteroiden, die nach (298) Baptistina benannt ist), bei Fragmente der Kollision in das innere Sonnensystem wanderten. Sie datierten das Ereignis basierend auf den aktuellen Umlaufbahnen der Mitglieder der Baptistina-Familie und berechneten dann die Umlaufbahnentwicklung kleinerer (wenige Kilometer Durchmesser) Asteroiden, die bei der Kollision entstanden, und schlossen daraus, dass der Chicxulub-Krater ein solches Objekt gewesen sei. Sie schlugen auch vor, dass der Mondkrater Tycho ebenfalls von einem Objekt derselben Kollision erzeugt wurde.